# Abd al-Rahman al-Jabarti
Abd al-Rahman al-Jabarti (1754-1822 ; en arabe عبد الرحمن الجبرتي, nom complet : ʿAbd al-Rahmān bin Hasan bin Burhān al-Dīn al-Jabartī, en arabe عبد الرحمن بن حسن بن برهان الدين الجبرتي) ou Gabarti (prononciation du Caire), nommé probablement en référence à Jabarta (une ancienne métropole de la Corne de l'Afrique), était un chroniqueur, historien et savant (dans les sciences religieuses) d'origine somalienne né en Égypte, il est connu pour sa chronique (arabe: ʾAjāʿib al-ʾaṯār fi l-tarājim wa l-ʾaḵbār = عجائب الاَثار في التراجم والاخبار) qui couvre l'occupation française en Égypte (1798 - 1801) et la prise de pouvoir par Méhémet Ali (1804).

## Biographie
Abd al-Rahman al-Jabarti serait né dans le village de Tell al-Gabarti, dans la province nord du delta de Beheira, en Égypte, selon Franz Steiner. Abdulkader Saleh affirme qu'il est plutôt né au Caire.
Al-Jabarti est issu d'une éminente famille d’oulémas ayant des liens avec l’élite scientifique et politique égyptienne. Le père d'Abd al-Rahman était Hassan al-Jabarti, un homme instruit et très vénéré au Caire. On pense que Hassan al-Jabarti a émigré de Zeilah au Caire au milieu du XVIIIe siècle. La famille d'al-Jabarti était d'origine somalienne,,. Selon ses écrits, son nom vient de son « grand-père au septième degré », Abd al-Rahman, qui est le premier membre de sa famille qu'il ait connu. Cet aïeul, Abd al-Rahman, était originaire de Jabarah (dans la Corne de l'Afrique).
Abd al-Rahman a visité les Riwaqs des communautés Jabarti à La Mecque et Médine avant de retourner au Caire, où il y est devenu cheikh du Riwaq. Son père Hassan  était un érudit religieux Hanafi et directeur de la communauté al-Jabarti des étudiants de l'Université al-Azhar, un titre dont Abd al-Rahman a hérité après la mort de son père en 1744. De ce fait, al-Jabarti a reçu une formation de cheikh à l’Université Al-Azhar du Caire. Grâce à ses liens familiaux, al-Jabarti a fréquenté les éminents érudits qu'étaient al-Muradi et al-Murtada, qui l'ont tous deux influencé dans son choix d'écrire sur l'histoire égyptienne.
Al-Jabarti commença à tenir une chronique mensuelle des événements locaux, à partir de laquelle il compila ses trois ouvrages les plus célèbres. Le dernier et le plus long de ces documents, intitulé en arabe ʾAjāʿib al-ʾaṯār fi l-tarājim wa l-ʾaḵbār (عجائب الاَثار في التراجم والاخبار), est devenu un texte historique de renommée mondiale grâce à ses récits en tant que témoin oculaire de l'expédition de Napoléon Bonaparte et de la prise du pouvoir par Méhémet Ali. Il fut l'un des premiers musulmans à comprendre l'importance de la vague de modernité qui accompagna l'occupation française, et le fossé qui existait entre le savoir occidental et le savoir islamique « le choqua profondément ».
Al-Jabarti a gardé un ton strict et rigoriste face au déploiement de la technologie militaire avancée, des sciences matérielles et des valeurs culturelles des occupants français. Il abhorrait les idées républicaines de la Révolution française telles que l'égalitarisme et la liberté ; insistant sur la suprématie du Wahy (Révélation islamique) sur le rationalisme européen. Bien qu'il ait reconnu les progrès réalisés par les Européens dans certains domaines, al-Jabarti croyait fermement au triomphe final de l'Islam sur l'Occident et prônait à travers ses œuvres le retour aux exploits islamiques.

## Publications
- Dominique Vivant Denon et Abd al-Rahman al-Jabarti, Sur l’expédition de Bonaparte en Égypte, Arles, Éd. Actes Sud, coll. « Babel », 1998, 329 p., in-8° (ISBN 2-7427-1458-8). — Témoignages croisés et commentés par Mahmoud Hussein. Contient un glossaire. Rééd. en 2008 (même éditeur).
- Journal d’Abdurrahman Gabarti pendant l’occupation française en Égypte  (trad. Alexandre Cardin), Paris, Éd. Dondey-Dupré, 1838, V-256-69, in-8° (lire en ligne). — Suivi d’un Précis de la même campagne, par Mou’allem Nicolas El-Turki. Autre éd. du premier texte en 1979, trad. et annoté par Joseph Cuoq : Paris, Éd. Albin Michel  (ISBN 2-226-00842-X) ; contient une bibliogr. et un index.